# 상원
상원(上院, 영어: Upper House, Senate)는 양원제 입법부의 두 원 중 하나이며, 대조되는 원은 하원이다. 공식적으로 상원으로 지정된 원은 일반적으로 하원보다 규모가 작고 권한이 더 제한적인 경우가 많다. 단 하나의 원으로 구성된(따라서 상원도 하원도 없는) 입법부는 단원제로 설명된다.

## 역사
기원전 755년 로마 원로원이 왕에게 조언하는 최초의 귀족 회의였지만, 양원제 입법부의 최초 상원은 1341년경 에드워드 3세 재위 기간 동안 의회가 명확히 두 개의 별개의 원인 지역 및 자치구 대표로 구성된 잉글랜드 하원과 대주교, 주교, 수도원장 및 귀족으로 구성된 영국 상원으로 분리되면서 등장한 중세 영국 상원이었다.
1808년 스페인은 조제프 보나파르트를 스페인 국왕으로 정당화하기 위해 바이욘 헌법을 채택했다. 이 헌법은 완전히 시행되지는 않았지만, 스페인에서는 자유주의 개혁이 이루어졌다. 나폴레옹 침공에 대한 저항 과정에서 스페인은 1812년 자유주의 헌법을 채택했다. 1834년 마리아 크리스티나 디 보르보네두에시칠리에 왕녀는 스페인 하원과 함께 동료 의회 (스페인)를 설립했다. 1837년 헌법에 따라 이 기관은 스페인 상원으로 명명되었다. 의원은 왕자, 세습 귀족 및 성직자, 그리고 인구 8만 5천 명당 한 명의 임명된 의원으로 구성되었다. 스페인 상원은 1923년에 폐지되었고, 1977년에는 대신 선출된 지역 의회가 설립되었다.
스페인의 사례를 따라, 자유주의적 사고를 가진 빈티스타들은 포르투갈을 통치하고 1822년 헌법을 채택할 수 있었다. 이후 자유주의 전쟁 동안 가장 가치 있는 동료 의회가 1826년에 코르테스 제네랄레스의 상원으로 설립되었다. 90명의 의원은 포르투갈 국왕에 의해 지명되었다. 9월 혁명은 1838년부터 1842년까지 상원을 폐지하고 선출된 상원을 선호했으며, 1826년 헌법이 복원되었다. 1911년 상원은 폐지되었고, 양원제 의회인 의회가 설립되었으며, 다시 상원이 지역 대표성을 가졌다.
1831년, 네덜란드로부터 독립한 후 벨기에는 헌법을 채택했는데, 이 헌법에 따라 상원 의원은 일부는 국왕이 임명하고 일부는 지방 당국이 선출했다.
프로이센 주의회는 1850년부터 프로이센 하원 외에 프로이센 귀족원을 가졌다. 제국의회 (오스트리아)는 1861년부터 하원 (오스트리아) 외에 귀족원 (오스트리아)을 가졌다.
1889년 일본 제국은 최초의 근대 일본 제국 헌법에 따라 귀족원 (일본)을 프로이센 귀족원을 본떠 만들었다. 1947년 헌법에 따라 상원은 미국 상원을 본뜬 참의원 (일본)으로 대체되었다.

## 확실한 특정 특성
상원은 일반적으로 하원과 다음 중 적어도 한 가지 면에서 다르다(관할권/권한에 따라 다르지만):
권한:
- 의원내각제에서는 하원보다 권한이 훨씬 적은 경우가 많다. 따라서 특정 국가의 상원은:
  - 헌법 개정과 같은 제한된 입법 사항에 대해서만 투표한다.
  - 대부분의 법안, 특히 공급/예산, 재정 정책과 관련된 법안을 발의할 수 없다.
  - 불신임 결의를 정부에 대해 투표할 수 없거나(또는 그러한 행위가 훨씬 드물다), 하원은 항상 가능하다.
- 대통령제에서는:
  - 하원과 동등하거나 거의 동등한 권한을 가질 수 있다.
  - 하원에게 부여되지 않은 특정 권한을 가질 수 있다. 예를 들어:
    - 일부 행정 결정(예: 내각 장관, 판사 또는 대사 임명)에 대해 조언과 동의를 제공할 수 있다.
    - 하원에서 통과된 권한 부여 결의에 따라 행정부 또는 심지어 사법부 공무원에 대한 탄핵 사건을 심리할(반드시 시작할 필요는 없는) 단독 권한을 가질 수 있다.
    - 조약을 비준할 단독 권한을 가질 수 있다.
- 이원집정부제에서는:
  - 하원보다 권한이 적을 수 있다.
    - 이원집정부제 프랑스에서는 정부가 Sénat의 동의 없이 일반법을 입법할 수 있지만(헌법 제45조),

  - 헌법이나 지방 자치 단체와 관련하여 하원과 동등한 권한을 가질 수 있다.
  - 정부에 대한 불신임 결의를 투표할 수는 없지만, 국가 사건을 조사할 수 있다.
  - 하원의 심의를 위해 법안을 만들고 제안할 수 있다.

지위:
- 일부 국가에서는 의원들이 국민에 의해 선출되지 않는다; 의원 자격은 간접적이거나, 당연직 의원이거나, 임명에 의한 것일 수 있다.
- 의원들은 하원을 선출하는 데 사용되는 것과 다른 선거 시스템으로 선출될 수 있다(예를 들어, 오스트레일리아와 그 주들의 상원은 일반적으로 비례대표제로 선출되는 반면, 하원은 일반적으로 그렇지 않다).
- 인구가 적은 주, 지방, 또는 행정 구역이 하원보다 상원에서 더 잘 대표될 수 있다; 대표성은 항상 인구에 비례하도록 의도된 것은 아니다.
- 의원들의 임기는 하원보다 길 수 있으며 종신일 수 있다.
- 의원들은 한 번에 모두 선출되지 않고, 분할된 임기로 부분적으로 선출될 수 있다.
- 일부 국가에서는 상원이 전혀 해산될 수 없거나, 하원보다 더 제한적인 상황에서만 해산될 수 있다.
- 하원보다 의원 수가 적은 것이 일반적이다(다만 영국 의회는 예외이다).
- 하원보다 피선거권 연령이 높은 것이 일반적이다.

## 권한

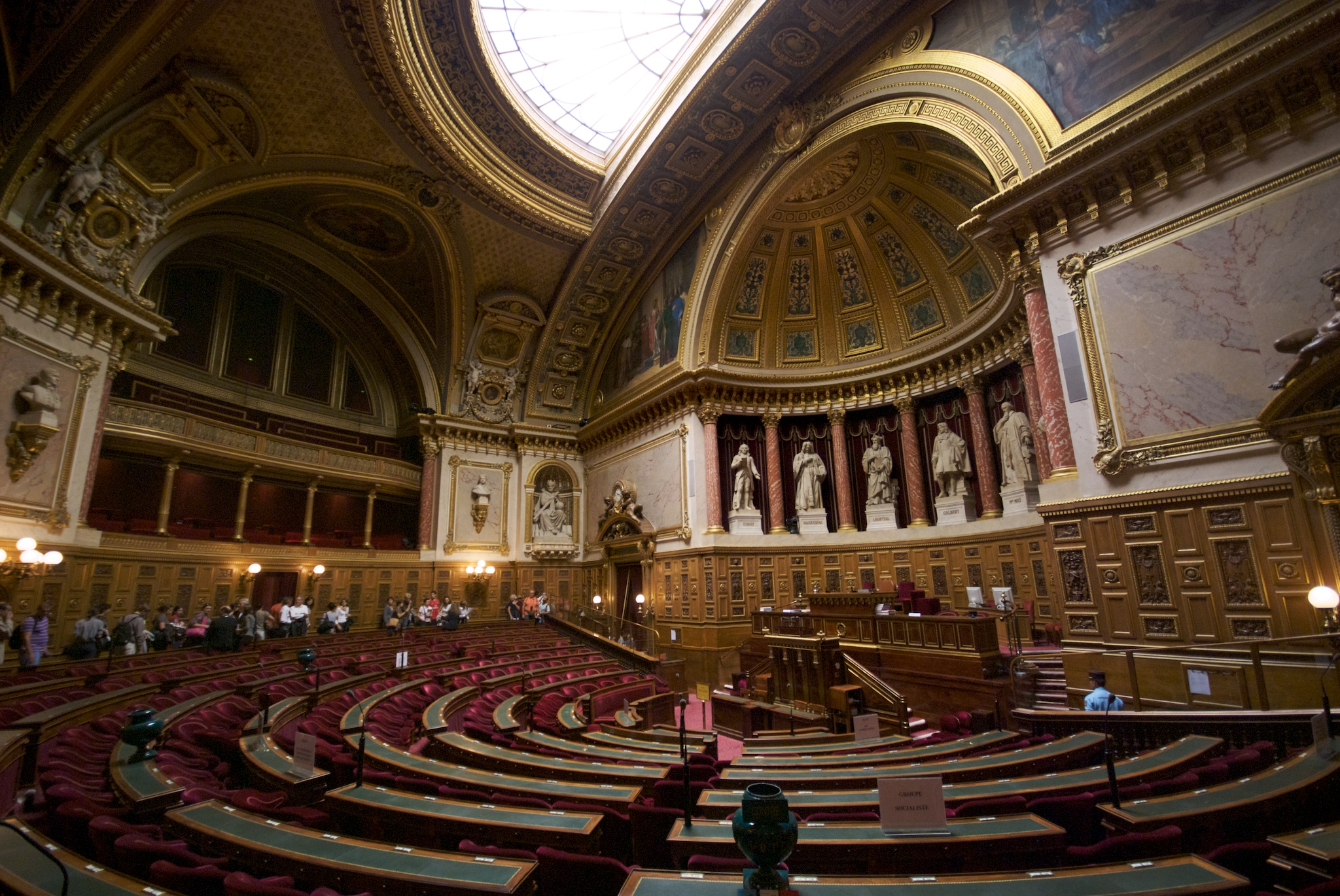
프랑스 상원, 뤽상부르궁에 위치

### 의원내각제
의원내각제에서 상원은 자주 자문 또는 "심의원"으로 여겨진다. 이러한 이유로 직접적인 행동 권한이 어떤 식으로든 축소되는 경우가 많다. 상원에 다음과 같은 제한이 자주 부과된다.
- 행정부에 대한 통제권 부재. (대조적으로, 미국과 많은 다른 대통령제에서는 상원 또는 상원이 장관 및 일반 행정부 구성에 대한 통제권을 더 많이 가지며, 대통령의 고위직 지명에 대한 인준 권한을 통해 행사한다.)
- 제안된 법안에 대한 절대적인 거부권은 없지만, 일부 주에서는 정지적 거부권이 허용된다.
- 법안에 대한 거부권을 행사할 수 있는 국가(예: 네덜란드)에서는 제안을 수정할 수 없을 수도 있다.
- 법안 발의에서의 역할 축소 또는 부재.
- 예산 또는 재정 조치를 저지할 권한 없음. (이러한 권한을 가진 의원내각제 상원의 드문 예로는 오스트레일리아 상원이 있으며, 1975년에 이 권한을 행사한 바 있다.)

의원내각제 민주주의 국가 및 유럽 상원 중 이탈리아 상원은 이러한 일반적인 규칙에 대한 주목할 만한 예외인데, 이는 하원과 동일한 권한을 가지기 때문이다. 어떤 법률이든 양원에서 발의될 수 있으며, 양원에서 동일한 형태로 승인되어야 한다. 또한, 정부는 직무를 유지하기 위해 양원의 동의를 받아야 하는데, 이러한 위치를 "완전한 양원제" 또는 "동등한 양원제"라고 한다.

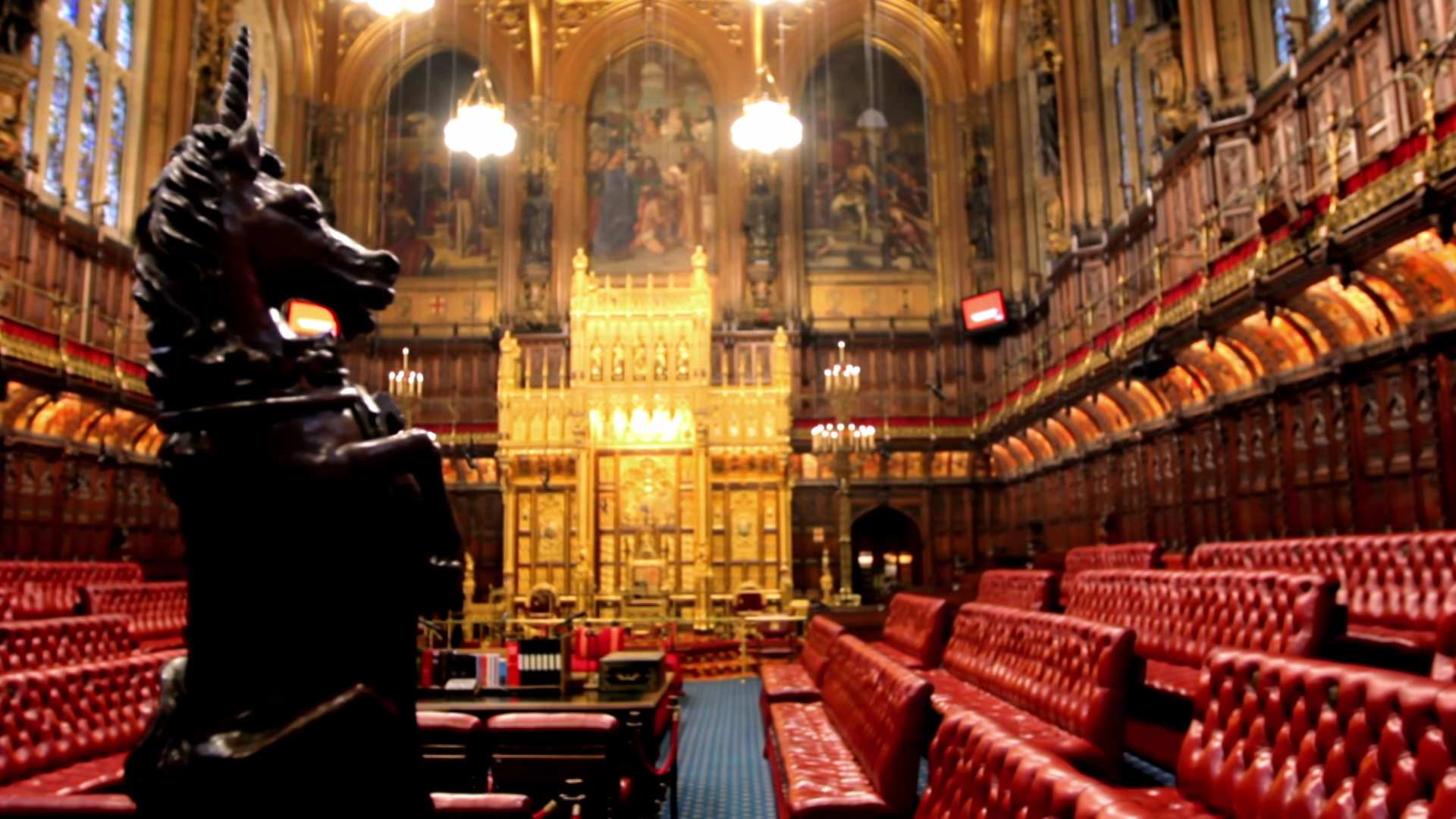
영국 상원 회의실, 영국의 상원

수정원으로서의 역할은 하원에서 성급하게 초안될 수 있는 법안을 심사하고, 하원이 원한다면 거부할 수 있는 수정안을 제안하는 것이다. 한 예로 영국의 영국 상원이 있다. 1911년과 1949년 의회법에 따라 상원은 더 이상 대부분의 법안 통과를 막을 수 없지만, 토론하고 수정안을 제안할 기회를 부여받아야 하며, 이로써 동의하지 않는 법안의 통과를 지연시킬 수 있다. 법안은 하원이 의회법을 사용할 수 있을 때까지 최대 1년 동안 지연될 수 있지만, 경제 법안은 한 달 동안만 지연될 수 있다.
영국 상원은 때때로 영국의 성문되지 않은 헌법과 중요한 시민 자유를 성급한 변경으로부터 보호하는 특별한 역할을 하는 것으로 여겨진다.
상원에는 법안을 저지하고 거부할 여러 가지 방법이 있지만, 하원은 결국 의회법을 사용하여 강제로 통과시킬 수 있다. 하원은 상원에서 통과된 수정안을 자주 수용하지만, 때로는 두 원이 헌법적 대치 상황에 도달하기도 한다. 예를 들어, 1999년 노동당 정부가 모든 세습 귀족을 상원에서 추방하려고 했을 때, 상원은 정부의 전체 입법 의제를 망가뜨리고 상원으로 보내지는 모든 법안을 저지하겠다고 위협했다. 이러한 대치는 당시 원내대표 대행이었던 크랜본 자작과 노동당 정부 간의 협상으로 이어졌고, 그 결과 1999년 상원법에 웨더릴 수정안이 추가되어 92명의 세습 귀족이 상원에 남게 되었다. 두 원 간의 타협과 협상은 의회법을 매우 드물게 사용되는 비상 계획으로 만들었다.

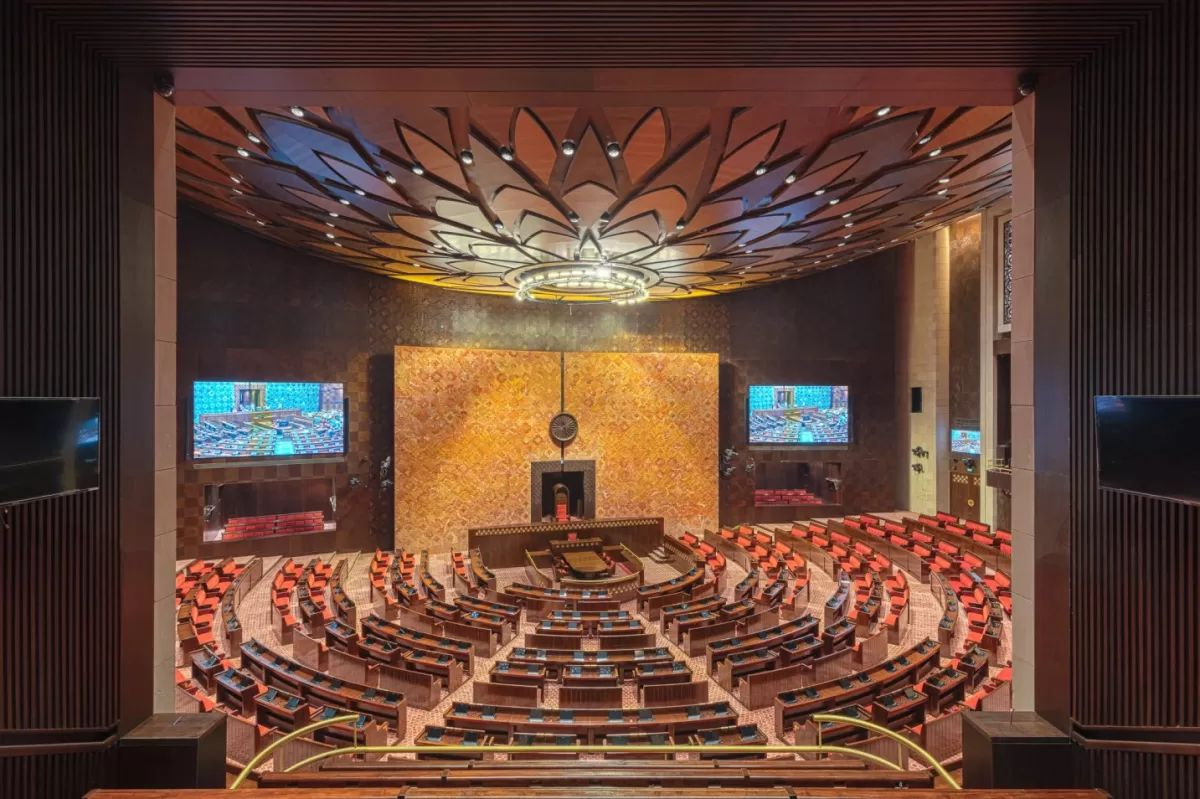
인도 의회의 상원인 라지야 사바 회의장

거부권이 없더라도 상원은 법안을 부결시킬 수 있다. 상원의 반대는 하원에 논란이 많은 조치를 재고하거나 심지어 포기할 기회를 줄 수 있다. 또한 법안을 지연시켜 입법 일정에 맞지 않거나, 총선거로 인해 법안을 진행하기를 원치 않는 새로운 하원이 구성될 때까지 지연시킬 수도 있다.
그럼에도 불구하고 일부 국가는 강력한 상원을 오랫동안 유지해 왔다. 예를 들어, 법안에 대한 상원의 동의가 필요할 수 있다(단, 위에서 언급했듯이 예산 조치에는 거의 해당되지 않는다). 강력한 상원을 가진 국가의 헌법적 체계는 일반적으로 두 원이 서로 불화할 때 상황을 해결할 수 있는 수단을 포함한다.
최근에는 의원내각제가 하원에 비해 상원의 권한을 약화시키는 경향을 보였다. 일부 상원은 완전히 폐지되었고, 다른 상원은 헌법적 또는 입법적 개정을 통해 권한이 축소되었다. 또한, 상원이 사소하거나 단순히 당파적인 이유로 정부 업무를 방해해서는 안 된다는 관행이 자주 존재한다. 이러한 관행은 시간이 지남에 따라 굳어지는 경향을 보였다.
일반적으로 주요 입법 제정 측면에서 하원에 헌법적으로 종속되지만, 의원내각제의 상원은 부수 입법 통과에 대해 더 큰 권한을 가질 수 있다. 예를 들어, 독일 연방상원과 영국 상원 모두 위임 입법을 완전히 거부할 수 있는 능력을 가지고 있다.

### 대통령제
대통령제에서 상원은 자주 그 제한을 보상하기 위해 다른 권한을 부여받는다.
- 내각 및 기타 직책에 대한 행정부 임명은 일반적으로 상원의 승인을 요구한다.
- 외국 조약을 비준하고 폐지하는 데 동의할 수 있는 단독 권한을 자주 가진다.

## 기관 구조
상원 의원들이 구성되는 방식은 직접 또는 간접 선거, 임명 또는 이러한 방식들의 혼합 등 다양하다. 많은 상원은 직접 선출되지 않고 임명된다. 국가 원수, 정부 수반 또는 다른 방식으로 임명된다. 이는 일반적으로 선거에서 반드시 당선되지 않을 수도 있는 전문가 또는 기타 저명한 시민으로 구성된 원을 만들려는 의도이다. 예를 들어, 캐나다 상원 의원들은 총리의 조언에 따라 총독이 임명한다.
과거에는 영국 상원이 1999년까지, 일본 귀족원이 1947년에 폐지될 때까지 완전히 세습되는 의석을 가지고 있었다.
상원이 주 정부나 지방 공무원이 선출한 대표로 구성되는 것도 일반적이다. 인도의 라지야 사바 의원들은 다양한 주와 연방 직할지에 의해 지명되며, 이들 중 12명은 인도 대통령에 의해 지명된다. 마찬가지로 주 수준에서는 주 입법회(비단 파리샤드) 의원 중 3분의 1은 지방 정부에 의해 지명되고, 3분의 1은 현직 입법자들에 의해, 나머지는 선출된 유권자들에 의해 선출된다. 미국 상원은 1913년 미국 수정 헌법 제17조가 통과될 때까지 주 의회에 의해 선출되었다.
상원은 직접 선출될 수 있지만 하원과는 다른 비율로 선출된다. 예를 들어, 오스트레일리아, 브라질, 미국의 상원은 인구와 상관없이 각 주에서 정해진 수의 선출된 의원을 가진다.

## 폐지
많은 관할 구역은 한때 상원을 가지고 있었지만 단원제를 채택하기 위해 상원을 폐지했다. 여기에는 크로아티아, 덴마크, 에스토니아, 헝가리, 아이슬란드, 이란, 모리타니, 뉴질랜드, 페루, 스웨덴, 튀르키예, 베네수엘라, 많은 인도의 주, 브라질의 주, 캐나다의 주, 퀸즐랜드주와 같은 지방 자치 단체 및 일부 다른 관할 구역이 포함된다. 뉴펀들랜드는 캐나다에 합류하기 전까지 입법회를 가졌으며, 어퍼캐나다였던 온타리오주와 1791년(현재 로어캐나다로 알려진)부터 1968년까지 퀘벡주도 마찬가지였다.
네브래스카주는 하원을 1934년에 폐지하여 단원제 입법부를 가진 유일한 미국 주이며, 1934년 이전의 상원이었던 네브래스카 주의회는 계속해서 회의를 개최하고 있다.
퀸즐랜드주도 한때 임명된 입법회를 가지고 있었지만 1922년에 폐지했다. 다른 모든 오스트레일리아 주들은 계속해서 양원제를 유지하고 있지만, 모든 의원들은 현재 직접 선출된다 (두 자치 지역은 2016년까지 노퍽섬과 함께 항상 단원제였다).
퀸즐랜드처럼, 독일의 바이에른주는 1946년부터 1999년까지 임명된 제2원인 바이에른 상원을 가지고 있었다.
필리핀 상원은 두 번 폐지되었다가 복원되었다. 1935년부터 1945년까지 단원제 국회가 소집되었을 때, 그리고 1972년부터 1987년까지 의회가 폐쇄되고 이후 단원제 의회를 수립하는 새로운 헌법이 승인되었을 때였다. 상원은 1941년 헌법 개정을 통해 양원제 의회 복원과 1987년 새 헌법 채택을 통해 다시 설립되었다.
이전 아일랜드 정부(제31대 다일)는 제24대 사너드 회기 동안 상원인 사너드 에런의 폐지에 대한 2013년 헌법 제32차 개정안 국민투표를 약속했다. 아일랜드 국민은 근소한 차이로 상원 유지를 찬성했다. 보수 성향의 피너 게일과 좌파 성향의 신 페인은 모두 폐지를 지지했지만, 중도 성향의 피어너 팔만이 주요 정당 중 유일하게 사너드 유지를 지지했다.

## 상원의 명칭

### 일반적인 용어
- 원로원 — 단연코 가장 흔하다
- 입법회 (인도의 주 중 상원을 가진 주; 맨섬; 상원을 가진 모든 오스트레일리아의 주)
- 연방평의회 (독일, 오스트리아) 또는 연방평의회 (러시아)
- 전주의회 (스위스, 인도 (라지야 사바), 수단)
- 제1원 — 네덜란드 (이전, 스웨덴)
- 영국 상원 – 영국에서 볼 수 있으며, 이전에는 아일랜드섬과 독일어권 군주국(독일어: Herrenhaus)에서도 볼 수 있었다. 예를 들어 귀족원 (오스트리아)와 프로이센 귀족원이 있다.

### 고유 명칭
| 정부                         | 상원 고유 명칭          | 번역              |
| ---------------------------- | ----------------------- | ----------------- |
| 보스니아 헤르체고비나의 정치 | Dom naroda              | 인민의회          |
| 덴마크의 정부                | 란드스팅                | 심의회            |
| 에티오피아의 정부            | Yefedereshn Mekir Bet   | 연방의회          |
| 인도 정부                    | 라지야 사바             | 주 의회           |
| 인도 정부                    | Vidhan Parishad         | 입법회            |
| 인도네시아의 정부            | Dewan Perwakilan Daerah | 지역대표의회      |
| 일본국 정부                  | Sangiin                 | 참의원            |
| 헝가리 왕국                  | Főrendiház              | 귀족원            |
| 말레이시아의 정부            | Dewan Negara            | 국무원 (원로원)   |
| 미얀마의 정치                | Amyotha Hluttaw         | 민족원            |
| 네팔의 정부                  | Rastriya Sabha          | 국민의회          |
| 중화민국 정부                | Control Yuan            | 감사원            |
| 슬로베니아의 정치            | Državni svet            | 국민평의회        |
| 소말릴란드의 정치            | Golaha Guurtida         | 장로의회          |
| 남아프리카 공화국의 정부     | 주 의회                 |                   |
| 태국의 정치                  | 태국 상원               | 고위평의회 (상원) |
| 튀니지의 정치                | 국가 지역 및 구의회     |                   |
| 투르크메니스탄의 정치        | Halk Maslahaty          | 인민평의회        |

## 각국의 상원
- 대한민국 - 참의원 (제2공화국 당시)
- 독일 - 독일 연방상원
- 미국 - 상원
- 영국 - 상원[참고 2]
- 일본 - 참의원
- 캐나다 - 캐나다 상원
- 프랑스 - 세나
- 인도 - 라자 사바

### 미국
상원의원 100명으로 구성된다. 각 주의 크기나 인구에 관계없이 상원의원 두 명을 선출하는데 임기는 6년이다. 부통령이 상원을 관장한다. 상원은 몇 가지 고유한 권한을 가진다. 첫째, 하원이 연방 고위 공무원을 탄핵하고자 할 때 탄핵재판을 열 수 있는 권한이 있다. 둘째, 대통령이 지명하는 연방 고위 공무원에 대한 승인권을 가진다. 셋째, 미국이 체결하는 조약에 대한 승인권이 있다.

## 참고 문헌
- 이 문서에는 다음커뮤니케이션(현 카카오)에서 GFDL 또는 CC-SA 라이선스로 배포한 글로벌 세계대백과사전의 내용을 기초로 작성된 글이 포함되어 있습니다.

## 같이 보기
- 하원
- 양원제

## 참고 자료
내용주
1. ↑  각국의 상원들이 발달된 방향이 다양한 관계로 상원은 참의원(參議院), 원로원(元老院), 귀족원(貴族院) 등 여러 가지 명칭이 있다.
2. ↑  '귀족원'으로도 불리며 토니 블레어 전 총리의 행정부는 귀족원의 귀족적 요소를 지속적으로 감축하였다.

출처주
1. ↑  Bicameralism (1997) by George Tsebelis
2. ↑  Russell, Meg (2013). 〈2 A Brief History of the House of Lords〉. 《The Contemporary House of Lords: Westminster Bicameralism Revived》. Oxford University Press. doi:10.1093/acprof:oso/9780199671564.001.0001. ISBN 978-0-19-967156-4. 2023년 6월 2일에 확인함.
3. ↑  “Constitución de la Monarquia española de 18 de Junio de 1837”. 《www.ub.edu》. 2025년 4월 16일에 확인함.
4. ↑  “Ley electoral (20 de julio de 1837)”. 《www.ub.edu》. 2025년 4월 16일에 확인함.
5. ↑  Russell, Meg (2000). “REFORMING THE HOUSE OF LORDS: Lessons from Overseas” (PDF). 《Australasian Study of Parliament Group》. 2022년 10월 25일에 원본 문서 (PDF)에서 보존된 문서. 2022년 1월 24일에 확인함.
6. ↑  “National Parliament - Beta”. 《www.amyothahluttaw.gov.mm》. 2014년 12월 14일에 원본 문서에서 보존된 문서. 2016년 3월 2일에 확인함.
7. ↑  1993년에 의회에서 벗어났다.
8. ↑  《글로벌 세계대백과사전》,  〈입법부〉